# 慈眼寺 (笛吹市)
慈眼寺（じげんじ）は、山梨県笛吹市一宮町末木に所在する真言宗智山派の寺院。山号は金剛山。本尊は千手観世音菩薩。江戸時代前期の本堂、鐘楼門、庫裏が現存し、地方寺院の伽藍形態を現在まで伝える例として重要文化財に指定されている。甲斐百八霊場第38番札所。

## 沿革
伝承では文明年間(1469年 - 1486年)に宥日により中興され、武田氏の戦勝祈願所とされたが、天正10年(1582年)3月に織田・徳川勢の攻撃により焼失し、現在の建物は宥真により再興されたものである。武田勝頼が慈眼寺の僧・尊長に遺品と金子を託し、高野山引導院に送り届けることを依頼したとされる。

## 文化財
重要文化財
- 慈眼寺 3棟（建造物）
  - 本堂 - 方丈型建築で、中央の奥には仏間があり両脇に座敷を配する。改造が少なく建設当初の姿がよく留められている[3]。
  - 鐘楼門 - 一間一戸の入母屋造楼門建築で、小規模ながら全体の比例や細部に見るべきものがある[3]。
  - 庫裏 - 茅葺で内部の若干の改造があるが、保存状態はよく構造的に古様を残している[3]。